# Alfred Stephany
Alfred Stephany (* 16. August 1899 in Borbeck; † 23. Februar 1975 in Münster) war ein deutscher Pädagoge, Altphilologe und Schuldirektor.

## Leben
Als Sohn des Pfarrers Hermann Alfred Stephany und seiner Ehefrau Anna, geb. Heuer, wuchs Alfred Wilhelm Adolf Stephany mit zwei jüngeren Brüdern in Essen-Borbeck auf. Er besuchte die Borbecker Volksschule und das altsprachliche Gymnasium, wo er 1917 die Kriegsreifeprüfung ablegte. Als Soldat geriet er im Ersten Weltkrieg in französische Kriegsgefangenschaft, aus der er 1919 mit einem Herzleiden zurückkehrte. Von März bis April 1920 kämpfte er im Ruhrkampf im Freikorps.
Stephany studierte Germanistik und klassische Philologie an den Universitäten Münster, München und Leipzig. Während des Studiums wurde er Mitglied der Philologischen Verbindung Guestphalia Münster und des Klassisch-Philologischen Vereins Leipzig, zweier damaliger wissenschaftlichen Studentenverbindungen im Göttinger Kartell. Aus Ersterer wurde 1921 die Burschenschaft Guestphalia Münster und 1931 die Burschenschaft der Niedersachsen Bonn, der Stephany ebenso als Alter Herr verbunden blieb.
Nach dem Examen promovierte er 1922 über Sophokles.
1928 heiratete er die Lehrerin Hedwig Schüler. Aus der Ehe gingen drei Kinder hervor.

## Wirken
Von 1923 bis 1928 war er Assistent am Seminar für Altertumskunde der Universität Münster. Seine wissenschaftliche Neigung ließ ihn u. a. griechische Texte herausgeben und zeitlebens die Verbindung zur Universität aufrechterhalten, an der er von 1923 bis in sein 70. Lebensjahr Kurse für Griechisch für Hörer aller Fakultäten abhielt.
1928 wurde er Studienrat am Schillergymnasium, 1930–1932 war er schultechnischer Hilfsarbeiter am Provinzialschulkollegium in Münster. Im Lehrerbund war er Kreisfachschaftsleiter II des Kreises Münster-Warendorf, seit Mai 1936 Gausachbearbeiter für alte Sprachen, nachdem er im Herbst 1934 Fachleiter für alte Sprachen am Staatlichen Pädagogischen Bezirksseminar Münster geworden war. Ostern 1938 wurde er dessen Leiter. Seit Januar 1937 war er Mitglied des Pädagogischen Prüfungsamts der Provinz Westfalen, seit August 1937 des Philologischen Landesprüfungsamts Berlin. Er wurde 1939 – obwohl evangelisch – Direktor des katholischen Gymnasiums Paulinum und setzte sich gegen den Kandidaten der NSDAP durch. Aus beamtenrechtlichen Gründen trat er anschließend selbst in die NSDAP ein, was auf 1937 zurückdatierend gefälscht wurde.
Im Zweiten Weltkrieg evakuierte er 1943 zum Schutz vor der Bombardierung einige Schulklassen des Paulinums und des Schillergymnasiums mit ca. 400 Schülern an den Tegernsee und führte als verantwortlicher Lagerleiter einen ordentlichen Schulbetrieb (mit Religionsunterricht) durch.
Nach dem Krieg gab er das Direktorat des Paulinums ab, galt zunächst als belastet und wurde arbeitslos wegen des falschen Eintrags in seiner Personalakte, er sei aus der Kirche ausgetreten. 1947 konnte er seine Lehrtätigkeit wieder aufnehmen.
Die Richtlinien zur Wiederaufrichtung der Bildungsziele des altsprachlichen Gymnasiums, die er als Vorstandsmitglied des Altphilologenverbandes mitentwickelte, gelten als sein Werk.
Von 1951 bis 1954 war er Leiter des Studienseminars und anschließend Leiter des Schillergymnasiums. Er gestaltete das Leben an seiner Schule wie das in einer großen Gemeinde. Unter seiner Leitung gelangen in den folgenden Jahren die Einführung der Koedukation, die Öffnung des altsprachlichen Gymnasiums für einen neusprachlichen Zweig und der Beginn eines Erweiterungsbaus des Gymnasiums, das auf die wachsenden Schülerzahlen reagieren musste.
Musisch interessiert – u. a. spielte er Klavier – unterstützte er den Wiederaufbau und die Aktivitäten des Münsteraner Theaters. Er engagierte sich als Presbyter (Erlöser- und Apostelkirche) und Kreis- sowie Landessynodaler der Evangelischen Kirche von Westfalen. Bei seiner Verabschiedung in den Ruhestand 1965 charakterisierte ihn Oberschulrat Venske als Mann der Feder, des Wortes und des klugen Rats.

## Auszeichnungen
- 1914/18: Kriegsverdienstkreuz 2. Klasse
- 1969: Bundesverdienstkreuz 1. Klasse[8][9]

## Schriften
- Deutschland-Artikel in einem norwegischen Sammelwerk von Eiliv Skard über die Klassischen Sprachen. Aschehoug, Oslo 1949.
- Satura Lanx Philologica. Bericht über die Altphilologen-Tagung des Landes Nordrhein-Westfalen in Lüdinghausen/Westfalen vom 10.–12. Januar 1949, hrsg. von Alfred Stephany, Münster, Aschendorff 1949.
- De Sophoclis Trachiniis Quaestiones Chronologicae. Inauguraldissertation zur Erlangung der Doktorwürde einer Hohen Philosophischen und Naturwissenschaftlichen Fakultät der Westfälischen Wilhelms-Universität zu Münster, Münster 1922.
- (als Mitherausgeber): Aschendorffs Klassiker-Sammlung
- Textausgabe von Homers Ilias, Buch I–XII, Münster, Aschendorff 1960[10].